# Heinrich Andres
Heinrich Andres (Bengel, 5 de mayo de 1883-Bonn, 11 de agosto de 1970) fue un botánico, micólogo y pteridólogo alemán.

## Obras
- 1934. Primula columnae Ten. in Westdeutschland

- 1920. Flora des mittelrheinischen Berglandes und der eingeschlossenen Flusstäler (Flora de la región montañosa del Rin Medio y los valles de los ríos cerrados): Mit bes. Berücks. d. Flora von Eifel u. Hunsrück. Ed. G. Fischer, 395 pp.

- 1911. Flora von Eifel und Hunsrück mit Einschluss des venn der Eingeschlossenen und Angrenzenden Flusstäler... für Schulen und Naturfreunde. Ed. G. Fischer, 381 pp.

## Honores

### Eponimia
- (Ericaceae) Pyrola andresii Křísa[2]

- La abreviatura «Andres» se emplea para indicar a Heinrich Andres como autoridad en la descripción y clasificación científica de los vegetales.[3]